# ケビン・レブローニ
ケビン・レブローニ（Kevin Levrone,1965年7月16日 - ）はボディビルダー。